# Diagramma di Mollier

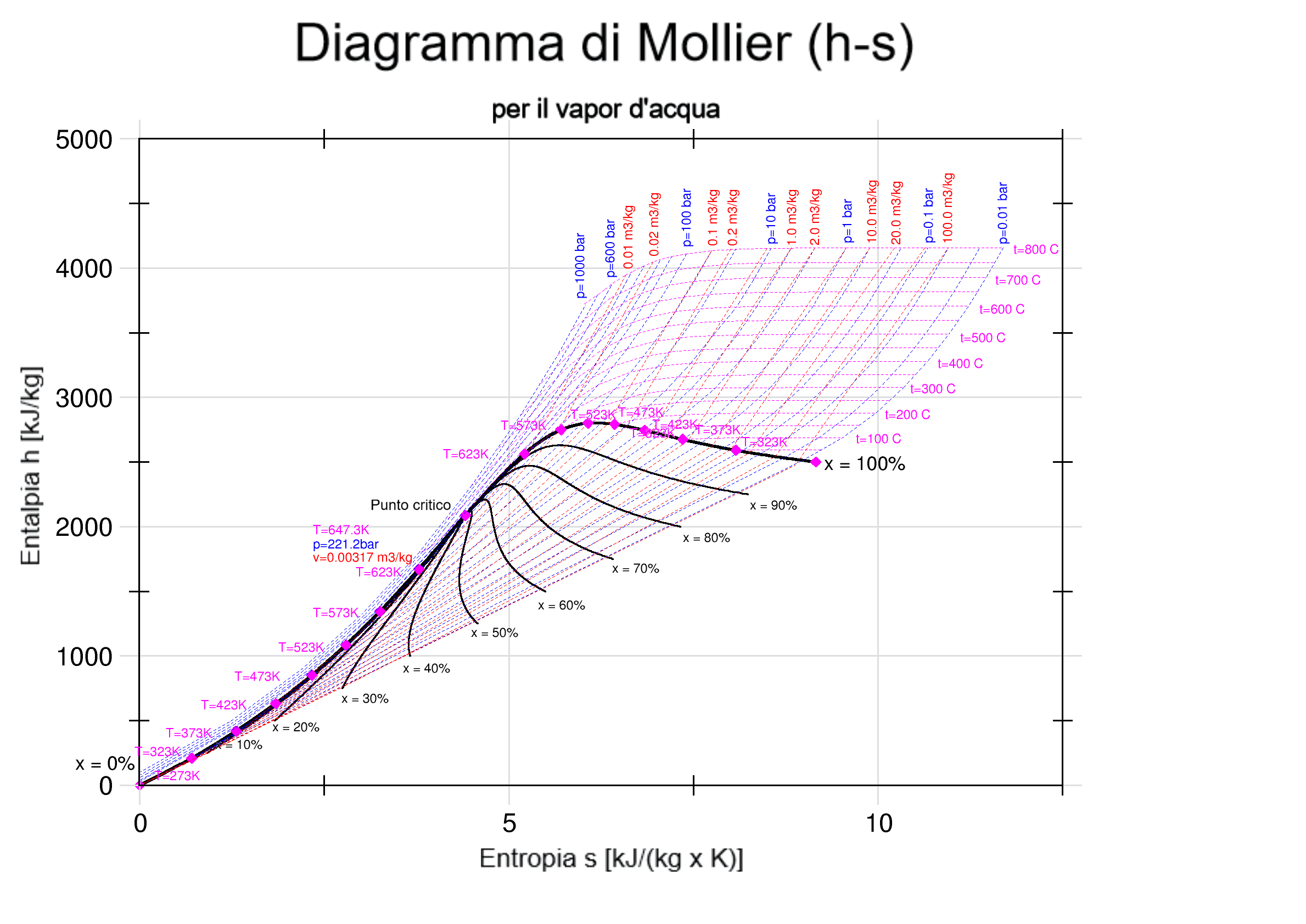
Il diagramma di Mollier dell'acqua

Il diagramma di Mollier è un diagramma termodinamico che rappresenta l'entalpia di un sistema (che può essere una miscela o di una sostanza chimica) in funzione di altre grandezze termodinamiche. Esempi di grandezze termodinamiche indicate nel diagramma possono essere il volume, la temperatura e la pressione del sistema.
Nel caso in cui l'asse delle ordinate del diagramma riporti l'entalpia (h) e l'asse delle ascisse riporti l'entropia (s), si parla in maniera più specifica di diagramma entalpia-entropia o diagramma h-s.
Il diagramma di Mollier è così chiamato dal nome del fisico e ingegnere austriaco Richard Mollier, che lo introdusse per la prima volta nel 1906.

## Applicazioni

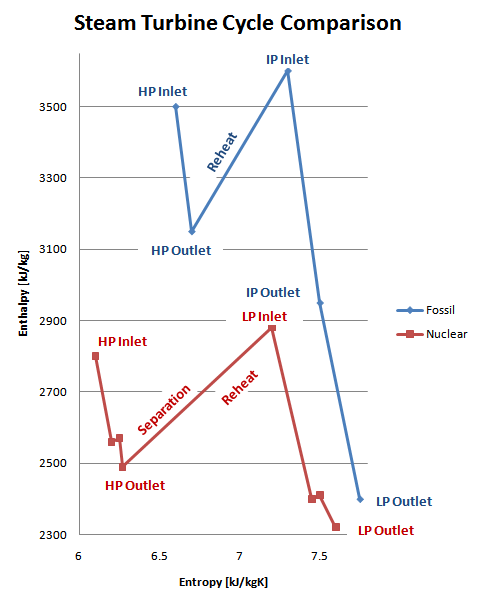
Rappresentazione dei cicli termodinamici di due turbine a vapore su un diagramma di Mollier.

È particolarmente usato il diagramma di Mollier della miscela aria-acqua, che ne rappresenta l'entalpia in funzione dell'entropia, del volume, della pressione, della temperatura e del titolo di vapore, riportando sull'asse delle ordinate l'entalpia e sull'asse delle ascisse l'entropia o il titolo di vapore. Tale diagramma è il corrispondente europeo dell'anglo-americano diagramma psicrometrico, in quanto entrambi contengono le identiche informazioni, ma rappresentate in maniera differente.
I diagrammi di Mollier della miscela aria-acqua vengono spesso utilizzati per la progettazione e l'analisi di centrali elettriche, turbine a vapore, compressori e sistemi di refrigerazione.

## Diagramma h-s

### Lettura del diagramma h-s
Per leggere il diagramma h-s occorre individuare su di esso dei punti che descrivono lo stato iniziale e quello finale di una trasformazione.

Occorre che siano noti due parametri che individuano univocamente sul diagramma un punto che definisce lo stato del vapore-acqua. Si individuano gli altri punti noti e si tracciano, congiungendo i punti, le linee che rappresentano le trasformazioni che il vapore subisce.
Il diagramma è rappresentato su un piano cartesiano dove compaiono in ascissa l'entropia, e in ordinata l'entalpia.
Le due funzioni di stato sono correlate attraverso un'equazione che esprime la variazione entalpica {\displaystyle dH}, in funzione di una corrispondente variazione entropica {\displaystyle dS}:
{\displaystyle \operatorname {H} =U+pV}
{\displaystyle \operatorname {d} H=dU+pdV+Vdp}
dU è la variazione di energia interna del sistema: dal primo principio della termodinamica sappiamo che la variazione di energia interna è la somma tra il calore assorbito dal sistema e il lavoro compiuto dal sistema sull'ambiente (positivi se acquistati, negativi se ceduti; o criterio egoistico).

{\displaystyle \operatorname {\Delta } U=Q+L}
{\displaystyle \operatorname {d} H=dQ-pdV+pdV+Vdp}
Dal secondo principio della termodinamica ricaviamo dQrev = TdS:
{\displaystyle \operatorname {d} H=TdS+Vdp}

### Rappresentazione di una curva isobara

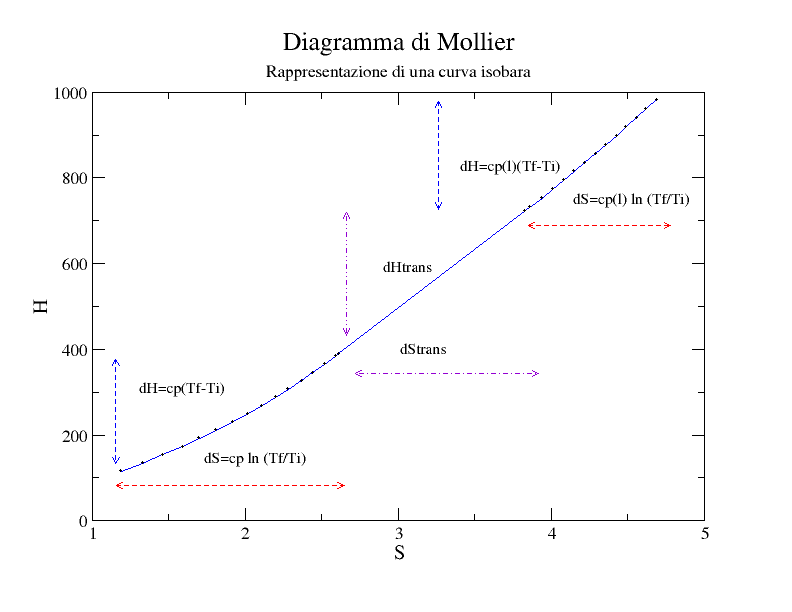
Descrizione di come è possibile interpretare una curva isobara in un diagramma di Mollier

Lavorando a pressione costante si ottiene una curva isobara e l'equazione diventa:
{\displaystyle \operatorname {d} H=TdS}
Si ricava che la pendenza della curva isobara è la temperatura del sistema:
{\displaystyle \left({\frac {\partial H}{\partial S}}\right)_{p}=T}
È quindi possibile osservare l'andamento delle isobare nel diagramma di Mollier sapendo che entalpia e entropia sono legate alla temperatura dalle seguenti relazioni:
{\displaystyle \operatorname {d} H=c_{p}dT} (cp è il calore specifico del sistema)
{\displaystyle \operatorname {d} S=c_{p}d\ln T}
Consideriamo per esempio il diagramma di Mollier relativo all'acqua:
- A basse temperature abbiamo il solido e attraverso le relazioni precedenti possiamo ricavare entalpia e entropia, che assumeranno valori piuttosto bassi a causa di un calore specifico piccolo.
- Fornendo ulteriore calore al sistema avremo un aumento di temperatura fino al punto di fusione. Durante il passaggio di stato l'isobara sarà una retta che avrà come coefficiente angolare la temperatura di fusione del sistema.
- La variazione di entalpia del passaggio di stato è rappresentata da un {\displaystyle \Delta H} di transizione e la variazione di entropia è:

{\displaystyle \Delta S=\left({\frac {\Delta H_{trans}}{T_{trans}}}\right)}
Durante un passaggio di stato è possibile determinare la composizione
relativa delle due fasi mediante la regola della leva.
- Al termine della transizione di fase avremo acqua liquida. Continuando a fornire calore la temperatura sale e valgono le stesse considerazioni del solido: è quindi possibile calcolare la variazione di entalpia e entropia dalle relazioni precedenti inserendo il cp del liquido.

La temperatura sale fino al punto di ebollizione, in cui l'isobara torna ad essere una retta.
Nel diagramma di Mollier sono rappresentate anche delle isoterme, che durante i passaggi di stato coincidono con le isobare.

## Diagramma t-x o h-x

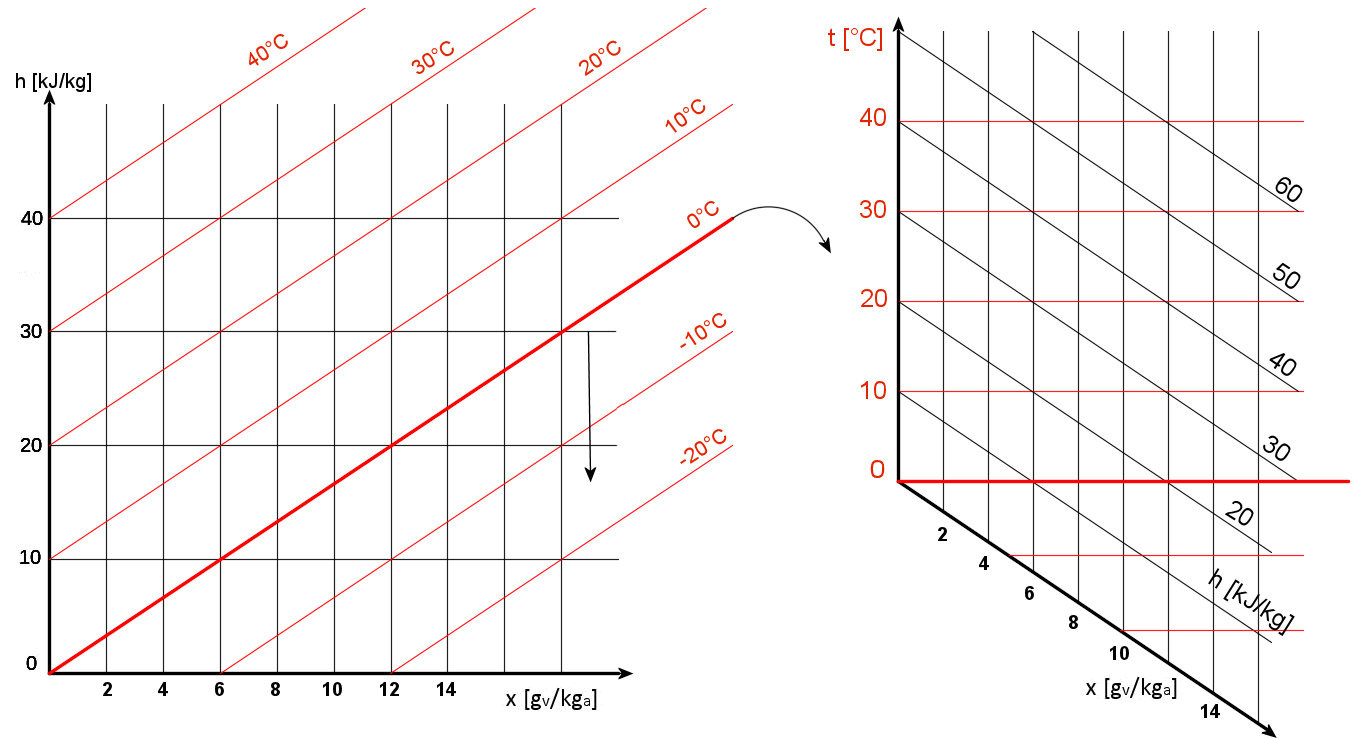
Deformazione h-x in t-x

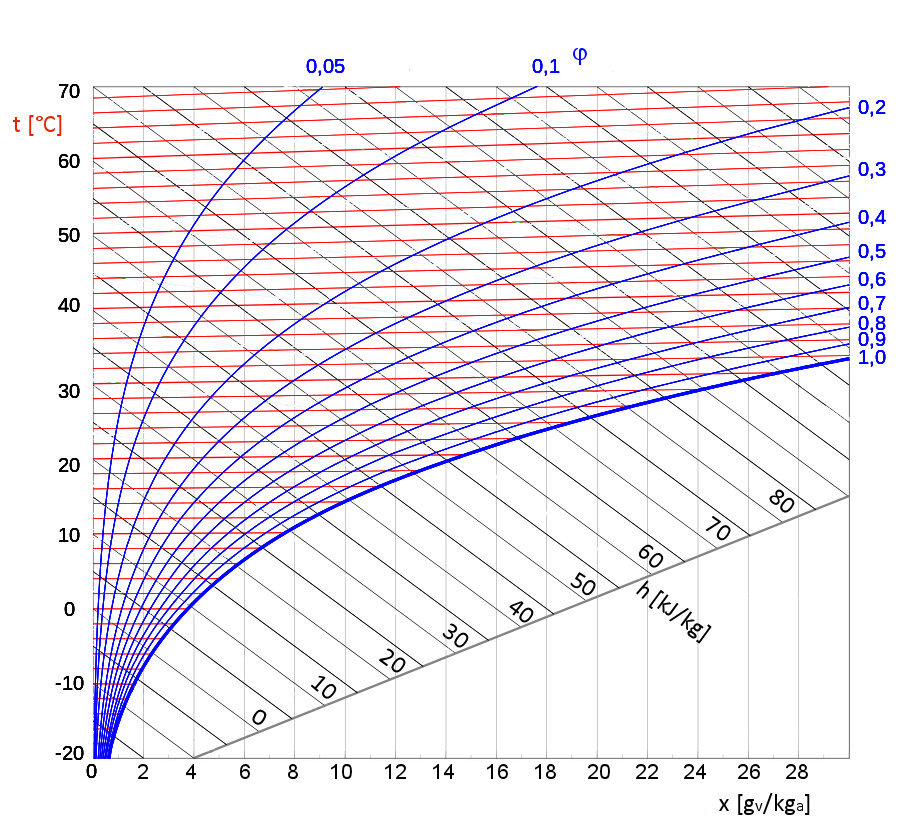
Diagramma t-x

Il diagramma t-x è un particolare diagramma di Mollier in cui nell'asse delle ordinate è riportata la temperatura (t) e nell'asse delle ascisse è riportato il titolo di vapore (x).
Esso è ottenuto a partire dal diagramma h-x (o i-x dove h o i rappresentano l'entalpia) opportunamente deformato. Sul grafico h-x vengono rappresentate le isoterme, a questo punto si prende a riferimento l'isoterma a 0 °C che intercetta l'asse delle entalpie al valore 0kJ/kg, il grafico viene quindi stirato facendo ruotare l'isoterma a 0 °C fino a farla diventare orizzontale, mantenendo fissa l'ordinata. Il grafico che ci si presenta adesso riporta sulla nuova ascissa (parallela all'isoterma a 0 °C) i valori del titolo di vapore (le cui rette isotitolo sono rimaste parallele e verticali) mentre sulle ordinate abbiamo i valori di temperatura.
Nel caso della miscela aria-acqua è perfettamente equivalente al diagramma psicrometrico di Carrier, al quale ci si può ricondurre tramite delle semplici trasformazioni geometriche..
Nello specifico, le curve in blu presenti in figura, si riferiscono all'umidità relativa - indicata con φ o con U.r. - dove al valore 1 corrisponde il 100% di umidità ovvero la curva di saturazione, le curve in rosso invece sono relative alle isoterme, mentre le nere oblique alle isoentalpiche. In diagrammi più completi sono segnati oltre alla temperatura di bulbo secco, quella di bulbo umido, la pressione di vapore ed il volume specifico dell'aria umida.

### Come si legge il diagramma
Essendo questo grafico ottenuto da una trasformazione del diagramma h-x, facendo eccezione per il titolo di vapore, le altre grandezze non sono leggibili su rette parallele agli assi coordinati (il cui valore è solitamente presente sull'asse come su un classico piano cartesiano).
Possiamo considerare il diagramma come la sovrapposizione di due piani: quello t-x (dove le isotitolo sono rette verticali e le isoterme sono approssimabili a rette orizzontali) e quello h-φ (dove l'entalpia è rappresentata su rette quasi parallele, oblique rispetto alle isoterme e l'umidità relativa è rappresentata secondo le curve caratteristiche).
Su questo diagramma è dunque possibile estrapolare 4 informazioni differenti: t, h, φ ed x. Facendo riferimento all'immagine, per ciascun punto del diagramma tracciando la verticale siamo in grado di trovare la quantità di vapore presente per kg di aria secca, seguendo le linee rosse (isoterme) troviamo la temperatura, seguendo le linee nere oblique (isoentalpiche) troviamo il valore dell'entalpia ed infine con le curve in blu possiamo ricavare il valore dell'umidità relativa.
Inoltre, in maniera del tutto analoga a quanto si fa con il diagramma di Carrier, si è in grado di estrapolare il punto di rugiada: prendendo un punto sul diagramma, si porta la verticale fino all'intersezione con la curva di saturazione (φ=100%) dopodiché si segue l'isoterma che ci indicherà la temperatura desiderata. La temperatura di bulbo umido si trova invece partendo dal punto e seguendo l'isoentalpica fino alla curva di saturazione e poi l'isoterma per trovare il valore.